# Ronald Yates
Ronald Lee Yates (Muskegon (Michigan), 27 april 1947) is een Amerikaans componist, muziekpedagoog en dirigent.

## Levensloop
Yates studeerde muziek aan de California State University - Long Beach, waar hij zijn Bachelor of Music en zijn Master of Musical Arts behaalde, en later aan de Universiteit van Californië - Santa Barbara, waar hij compositie bij Edward Applebaum, Peter Racine Fricker en Leon Dallin en elektronische muziek bij Gerald Strang en Don Andrus studeerde en tot doctor (Ph. D.) promoveerde.
Hij was professor in muziek aan de Texas A&M University (toen: East Texas State University) in Commerce, Texas gedurende 18 jaren. Naast zijn onderwijswerkzaamheden ontwikkelde hij ook muziekprogramma's voor computers. Hij is 2e voorzitter van het bestuur van de ReaLoans Mortgage Services in Dallas.

## Composities

### Werken voor harmonieorkest
- In Search of the Great American Folk Song
- With Tender Majesty
- Summerscapes

### Kamermuziek
- Air, voor fluitensemble